# Esparza de Salazar
Esparza de Salazar (baskisch Espartza-Zaraitu) ist ein Ort und eine Gemeinde im gemischtsprachigen Teil der Autonomen Gemeinschaft Navarra mit 76 Einwohnern (Stand: 2024).

## Lage
Esparza de Salazar liegt etwa 57 Kilometer ostnordöstlich von Pamplona nahe der Grenze zwischen Frankreich und Spanien in einer Höhe von ca. 695 m.

## Sehenswürdigkeiten

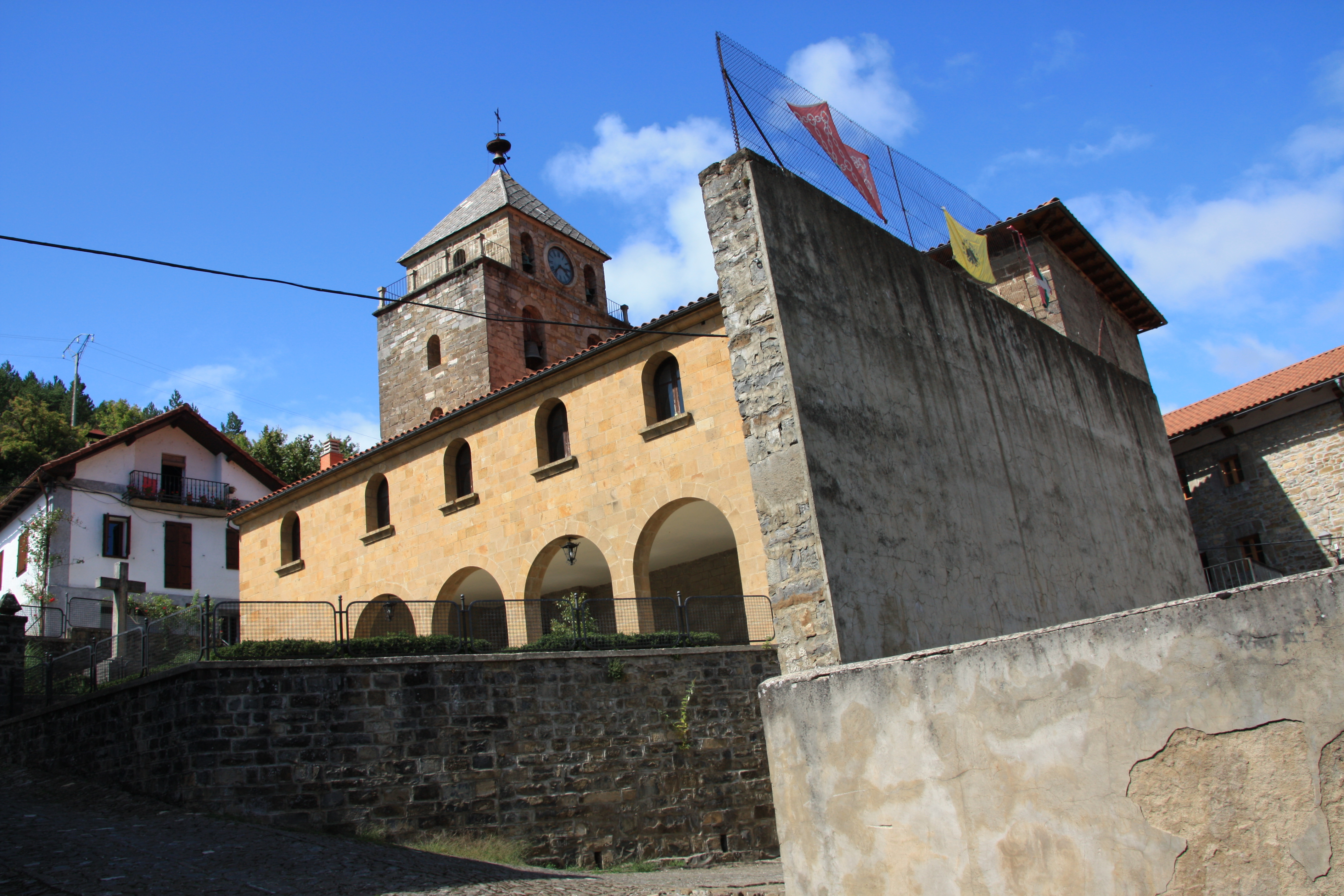
Andreaskirche

- Andreaskirche

## Persönlichkeiten
- Diego de Artieda Chirino y Uclés (um 1533–1590), Gouverneur von Costa Rica (1577–1589) und Nicaragua (1574–1583)
- Simeon Ginda Apeztegi (1660–1737), Bischof von Urgell (1714–1737)